# Maxence Muzaton
Maxence Muzaton (Épernay, 20 juni 1990) is een Frans alpineskiër. 

## Carrière
Bij zijn wereldbekerdebuut, tijdens de super G in maart 2010 in Garmisch-Partenkirchen, kwam Muzaton niet aan de finish op het einde van de eerste run.
In Beaver Creek nam Muzaton deel aan de wereldkampioenschappen alpineskiën 2015. Op dit toernooi eindigde hij 38e op de combinatie. In januari 2017 stond hij in Wengen voor de eerste maal in zijn carrière op het podium van een wereldbekerwedstrijd na een tweede plaatse op de supercombinatie. In 2018 nam Muzaton deel aan de Olympische Winterspelen in Pyeongchang. Hij eindigde 18e op de super G en 23e op de olympische afdaling. 

## Resultaten

### Olympische Spelen
| Jaar | Plaats      | Resultaten                               |
| ---- | ----------- | ---------------------------------------- |
| 2018 | Pyeongchang | 18e Super G 23e Afdaling DNF2 Combinatie |

### Wereldkampioenschappen
| Jaar | Plaats       | Resultaten                  |
| ---- | ------------ | --------------------------- |
| 2015 | Beaver Creek | 38e Combinatie              |
| 2017 | Sankt Moritz | DNF2 Combinatie             |
| 2019 | Åre          | 25e Combinatie 30e Afdaling |

### Wereldbeker
Eindklasseringen
| Seizoen   | Algm | AD  | SG  | SC  |
| --------- | ---- | --- | --- | --- |
| 2012/2013 | 100e | 42e | -   | 26e |
| 2013/2014 | 140e | -   | -   | 37e |
| 2014/2015 | 88e  | 34e | -   | 25e |
| 2015/2016 | 90e  | 32e | 53e | 32e |
| 2016/2017 | 50e  | 29e | 33e | 5e  |
| 2017/2018 | 54e  | 21e | 41e | 35e |
| 2018/2019 | 99e  | 39e | 46e | 34e |
| 2019/2020 | 34e  | 11e | -   | -   |